# Mallakastër
Mallakastër (bestämd form: Mallakastra) är en kommun i Fier prefektur i sydvästra Albanien. Den bildades 2015 genom sammanslagning av kommunerna Aranitas, Ballsh, Fratar, Greshicë, Hekal, Kutë, Ngraçan, Qendër Dukas och Selitë. Administrativt centrum är Ballsh. Invånarantal är 27.062 (2011 års folkräkning) och med en yta på 329,19 km2.